# Marcos Rivas
Marcos Rivas Barrales (ur. 25 listopada 1947 w mieście Meksyk, zm. 19 kwietnia 2024 w Durango) – meksykański piłkarz występujący najczęściej na pozycji lewego pomocnika.

## Kariera klubowa
Rivas w swoich młodzieńczych latach grał w piłkę wyłącznie dla przyjemności, na co dzień pracując jako kierowca na linii Villa–Colones w stołecznej dzielnicy Nueva Tenochtitlán. Dopiero w późniejszym czasie za namową kolegów z udanym skutkiem udał się na testy do klubu Atlante FC z siedzibą w mieście Meksyk. W barwach tej drużyny zadebiutował w meksykańskiej Primera División w sezonie 1968/1969 i jej barwy reprezentował przez kolejne sześć lat. Przez ten czas zyskał sobie przydomek "Hombre 11", ze względu na to, że jako gracz Atlante występował na wszystkich jedenastu pozycjach na boisku.
Karierę zaczynał jako skrzydłowy, tworząc duet z Bernardo Hernándezem, następnie partnerował Ernesto Cisnerosowi na środku ataku, aby później być przesuwanym do pomocy, na boki obrony oraz na środek defensywy. Zanotował nawet jeden występ na pozycji bramkarza – w 1973 roku w spotkaniu ligowym z Pumas UNAM na Olímpico Universitario zastąpił między słupkami ukaranego czerwoną kartką Rafaela Puente, gdyż drużyna Atlante miała już wykorzystane wszystkie zmiany. Obronił wówczas rzut karny wykonywany przez Leonardo Cuéllara, lecz nie uchronił swojej ekipy przed porażką 0:2. W barwach Atlante nie zdołał odnieść żadnego osiągnięcia, lecz mimo to jest uznawany za jedną z klubowych legend.
W połowie 1974 roku Rivas przeszedł do ekipy Club Universidad de Guadalajara, gdzie zanotował swoje jedyne klubowe sukcesy w karierze. W rozgrywkach 1974/1975 dotarł ze swoim zespołem do finału krajowego pucharu – Copa México, zaś podczas sezonu 1975/1976 zdobył wicemistrzostwo Meksyku. Bezpośrednio po tym sukcesie udał się na wypożyczenie do Club León, gdzie jako podstawowy zawodnik spędził rok, nie zdobywając żadnego trofeum. Po powrocie do Universidadu wciąż pełnił rolę kluczowego gracza, a w wieku 30 lat zdecydował się na zakończenie swojej kariery piłkarskiej. Był opisywany jako wszechstronny, bardzo szybki i dysponujący świetną wytrzymałością piłkarz.

## Kariera reprezentacyjna
W reprezentacji Meksyku Rivas zadebiutował za kadencji selekcjonera Raúla Cárdenasa, 18 lutego 1970 w wygranym 2:0 meczu towarzyskim z Bułgarią i w tym samym spotkaniu strzelił swojego pierwszego gola w kadrze. Dzięki swoim udanym występom – zdobył jeszcze po bramce w sparingach z Rumunią (3:2) i Ekwadorem (4:2) – w tym samym roku znalazł się w składzie powołanym przez Cárdenasa na Mistrzostwa Świata w Meksyku. Tam pełnił jednak rolę rezerwowego i ani razu nie pojawił się na boisku, zaś Meksykanie, pełniący wówczas rolę gospodarzy, po raz pierwszy w historii zdołali wyjść z grupy, w której zajęli drugie miejsce, lecz odpadli z mundialu zaraz potem, w ćwierćfinale. Ogółem swój bilans reprezentacyjny zamknął na sześciu rozegranych spotkaniach, w których trzykrotnie wpisywał się na listę strzelców.

## Śmierć
Zmarł 19 kwietnia 2024 w szpitalu w Durango, w wyniku komplikacji po operacji przepukliny pachwinowej.